# Església subterrània
El terme església subterrània (en xinès simplificat: 地下 教会, en pinyin: dìxià jiàohuì) s'utilitza per referir-se a les esglésies catòliques de la República Popular de la Xina que van optar per no associar-se amb l'Associació Catòlica Patriòtica Xina (en xinès simplificat: 中国 天主教 爱国 会, en pinyin: Zhōngguó Tiānzhǔjiào Àiguó Huì), creada l'any 1957 per l'Oficina d'Afers Religiosos del govern de la República Popular de la Xina, amb la finalitat de supervisar l'activitat dels catòlics xinesos. En aquest sentit es poden conèixer també com a esglésies clandestines.
Les esglésies subterrànies van iniciar la seva activitat durant la dècada de 1950, després de l'arribada al poder de Mao Zedong al Partit Comunista de la República Popular de la Xina, a conseqüència de les llaços entre els catòlics xinesos i la Santa Seu.
Actualment, hi continua havent tensions entre les esglésies subterrànies i les que s'han adherit a l'Associació Católica Patriótica Xinesa (en xinès simplificat: 中国 天主教 爱国 会, en pinyin: Zhōngguó Tiānzhǔjiào Àiguó Huì).

## Terminologia
El terme església subterrània troba el seu origen en el llenguatge que es va popularitzar al llarg de la Guerra Freda, moment en què van sorgir aquestes esglésies. Les esglésies subterrànies també són anomenades de vegades "fidels al Vaticà" o clandestines, ja que han intentat mantenir-se lleials al Papa i a la Santa Seu i no formar part de l'Associació Catòlica Patriòtica Xinesa.
No disposen d'una organització establerta, malgrat que tendeixen a agrupar-se al voltant de bisbes ordenats per la Santa Seu. [3] No obstant això, l'any 1989, varen inaugurar la Conferència Episcopal de la Xina Continental (en xinès simplificat: 天主教 中国 大陆 主教 团; en pinyin: Tiānzhǔjiào Zhōngguó Dàlì Zhǔjiào Tuán), al marge de la Conferència Episcopal autoritzada pel govern de la República Popular de la Xina (en xinès simplificat: 中国 天主教主教 团; en pinyin: Zhōngguó Tiānzhǔjiào Zhǔjiào Tuán), establerta l'any 1980.
Els catòlics xinesos associats amb esglésies subterrànies contrasten sovint amb els catòlics xinesos vinculats a esglésies associades a l'Associació Catòlica Patriòtica Xinesa, anomenades també "esglésies obertes" (en xinès simplificat: 地上 教会; en pinyin: dìshàng jiàohuì; literalment: "sobre l'església del sòl"), que són oficialment independents de la Santa Seu.

## Legalitat
Es considera que les esglésies subterrànies a la Xina són il·legals, tot i que grups petits de menys de 5 membres a vegades són tolerats pel govern.
L'Associació Catòlica Patriòtica Xinesa i la Conferència dels Bisbes de l'Església Catòlica a la Xina són sovint utilitzats pel govern per oprimir les esglésies subterrànies de tota la Xina.
Les esglésies subterrànies solien ser recolzades per la Diòcesi Catòlica Romana de Hong Kong durant el període de Joseph Zen.
No és estrany que els catòlics xinesos que assisteixin a esglésies subterrànies siguin detinguts. Si bé els expatriats cristians poden tenir les seves pròpies esglésies que no són interferides pel govern, aquest no veu amb bons ulls que estiguin involucrats amb les esglésies subterrànies.
Per raons de seguretat, la majoria de les esglésies xineses d'ultramar, fins i tot la Conferència Episcopal Regional de la Xina, l'única Conferència Episcopal xinesa reconeguda per la Santa Seu, es neguen a recolzar les esglésies subterrànies de la República Popular de la Xina.